# Dodge M37
Dodge M37 — малотоннажный грузовой автомобиль повышенной проходимости, производившийся с 1951 по 1968 год американской компанией Dodge.

## История
За основу моделей Dodge M37 были взяты модели Dodge WC времён Второй мировой войны. Первый опытный образец сошёл с конвейера 14 декабря 1950 года. Представляет собой автомобиль, очень похожий на Dodge WC, но с исправлением некоторых недостатков.
Серийно автомобили Dodge WC производились с января 1951 года. В конце этого года было выпущено 11000 экземпляров, в середине 1954 года — 63000. В 1958 году автомобили получили индекс M37B1. С 1951 по 1955 год автомобили производились в Канаде под индексом M37CDN (4500 экземпляров).
К концу производства было выпущено 115000 экземпляров Dodge M37.

## Модификации
- M42 — командно-штабной автомобиль.
- M43 — санитарный автомобиль.
- M56 — автомобиль с лебёдкой на переднем бампере. На его базе производились пожарные автомобили MB2 и R2.
- M152 — модификация для Канады.
- M201/V41 — связной автомобиль.
- M283 — модификация с удлинённой колёсной базой.
- M506 — автомобиль-цистерна.
- V126 — автомобиль с антирадаром AN/MPX-7.
- XM152 — опытный экземпляр.
- XM708 — самосвал.
- XM711 — эвакуатор.

## Галерея

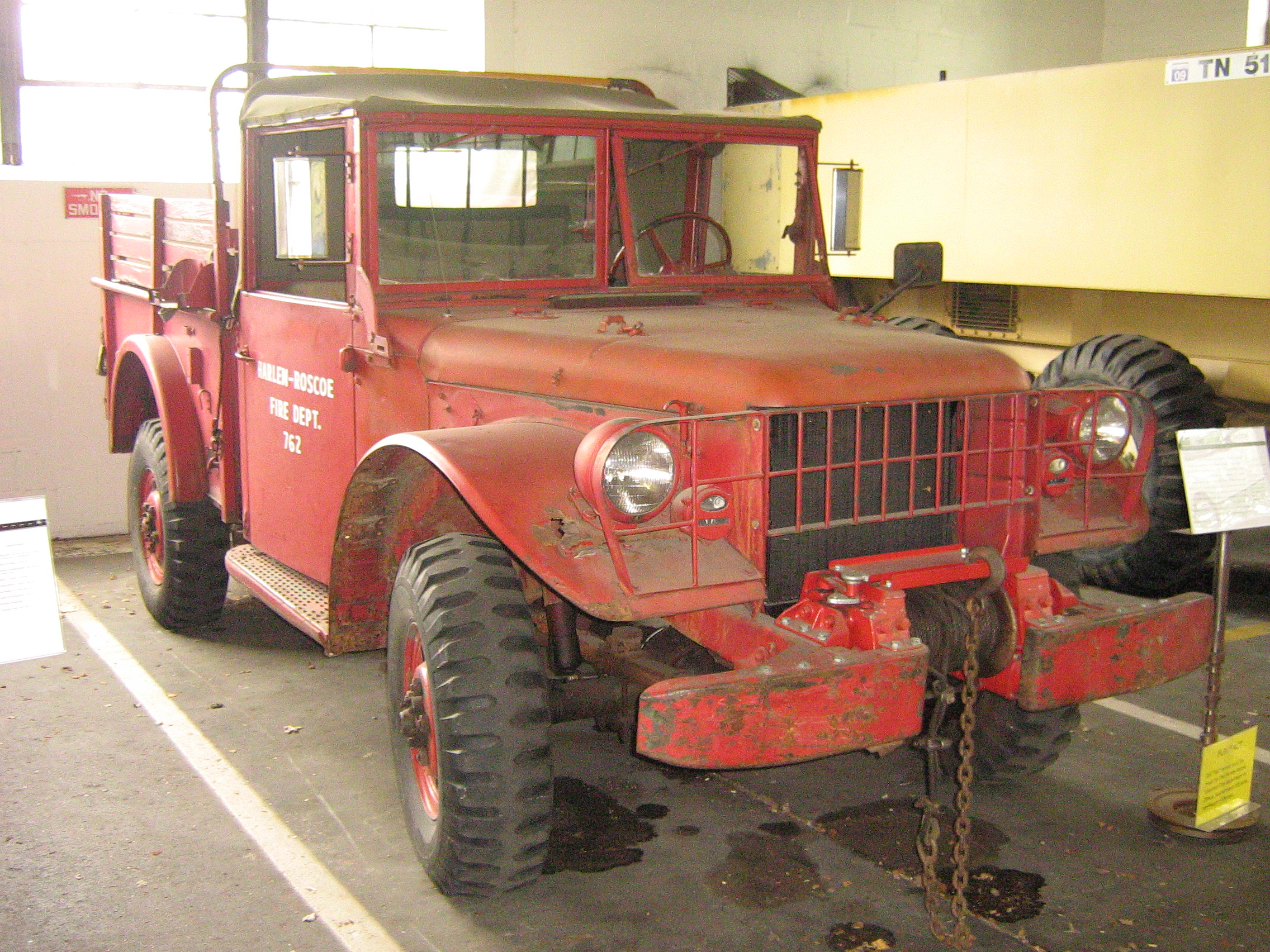
Пожарный автомобиль Dodge M56
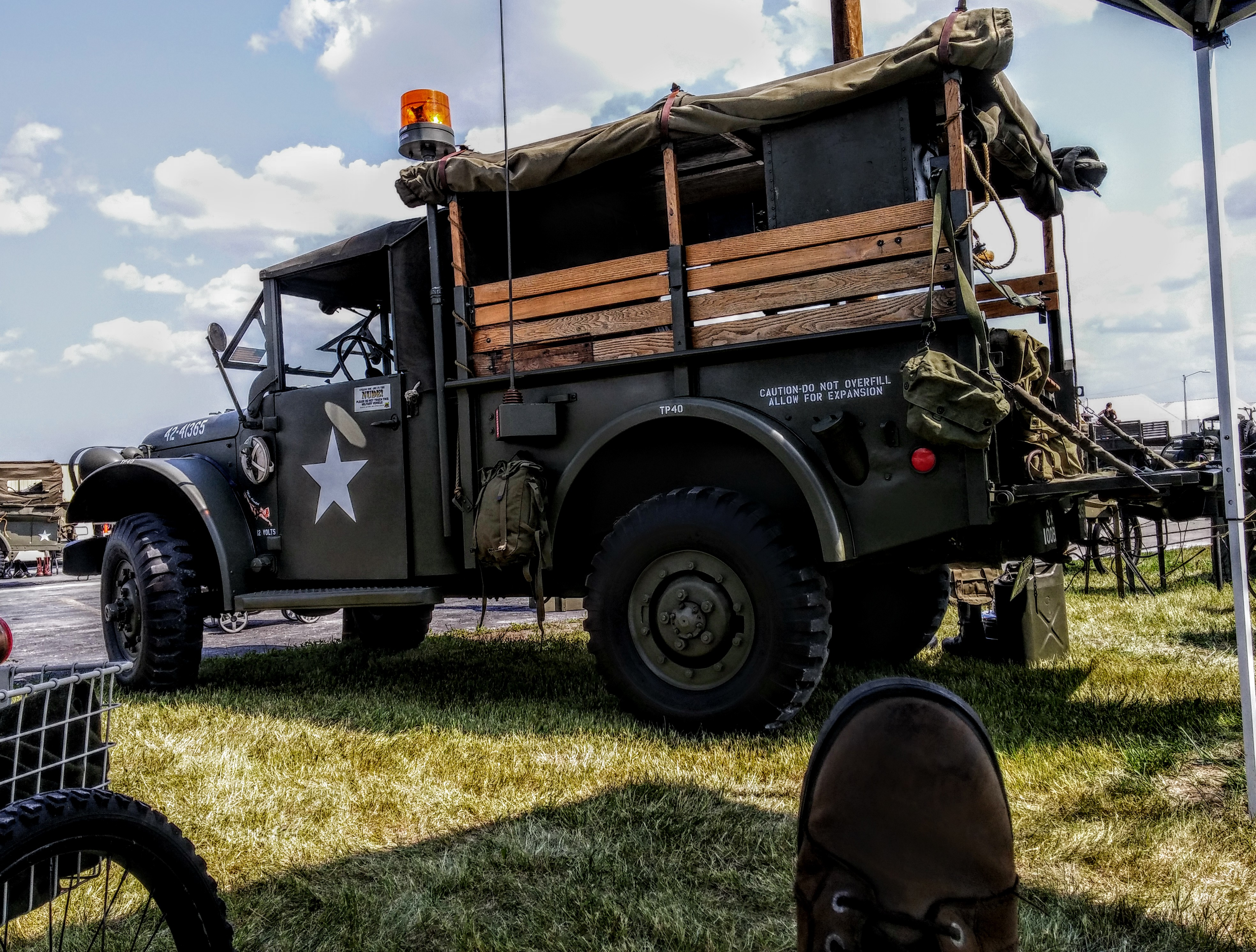
Dodge M37
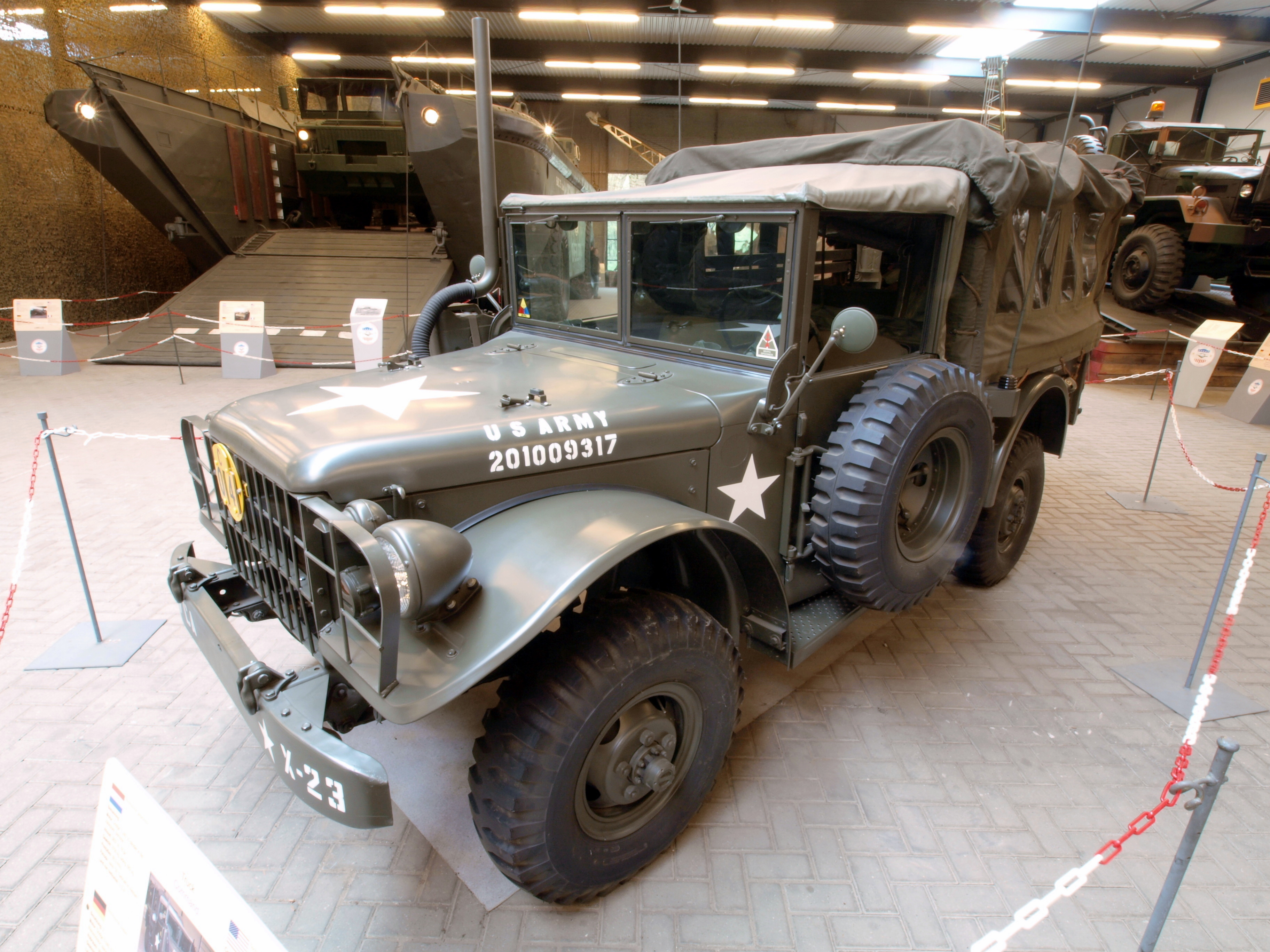
Музейный Dodge M42
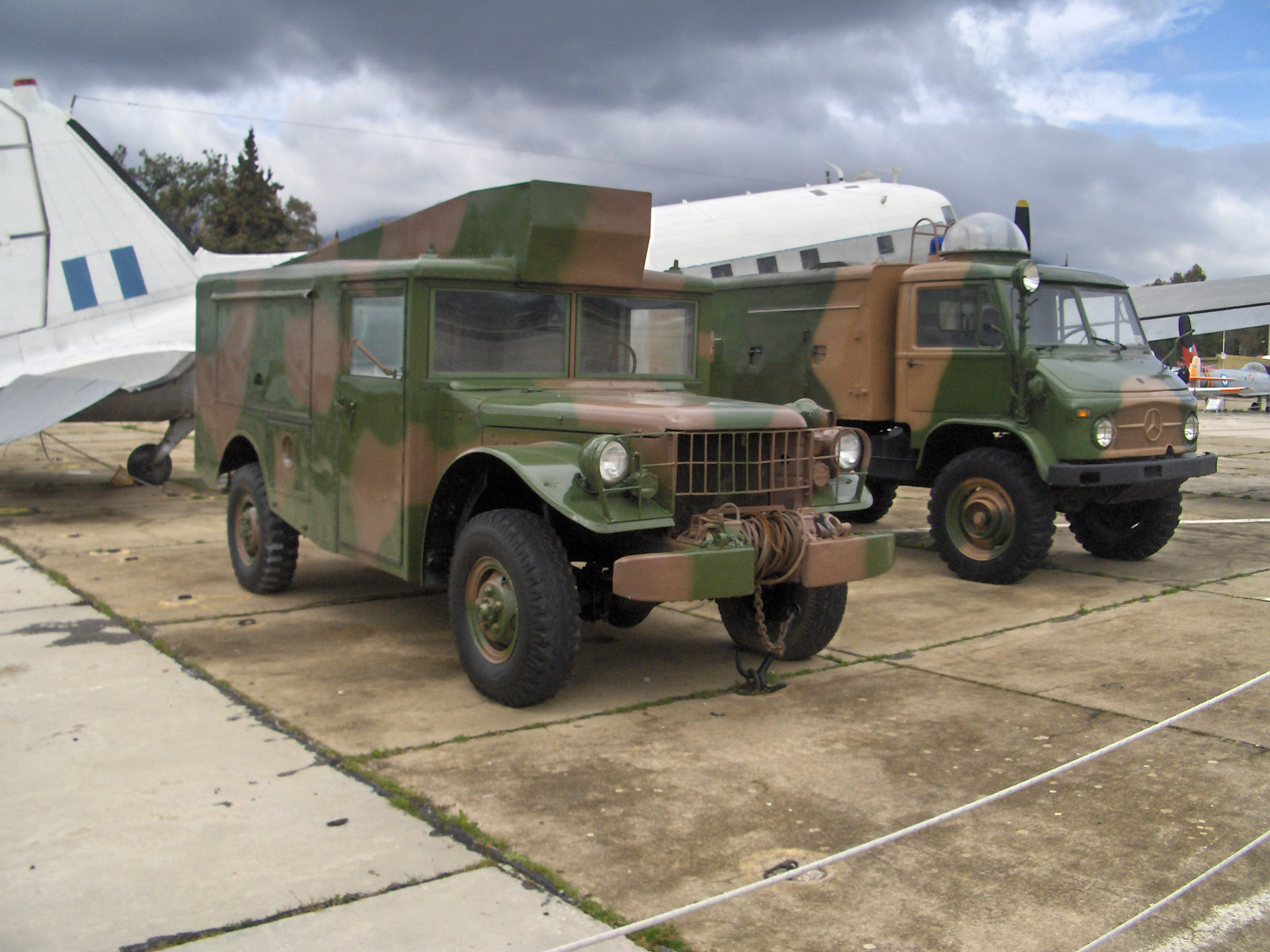
Dodge R2 в Греции
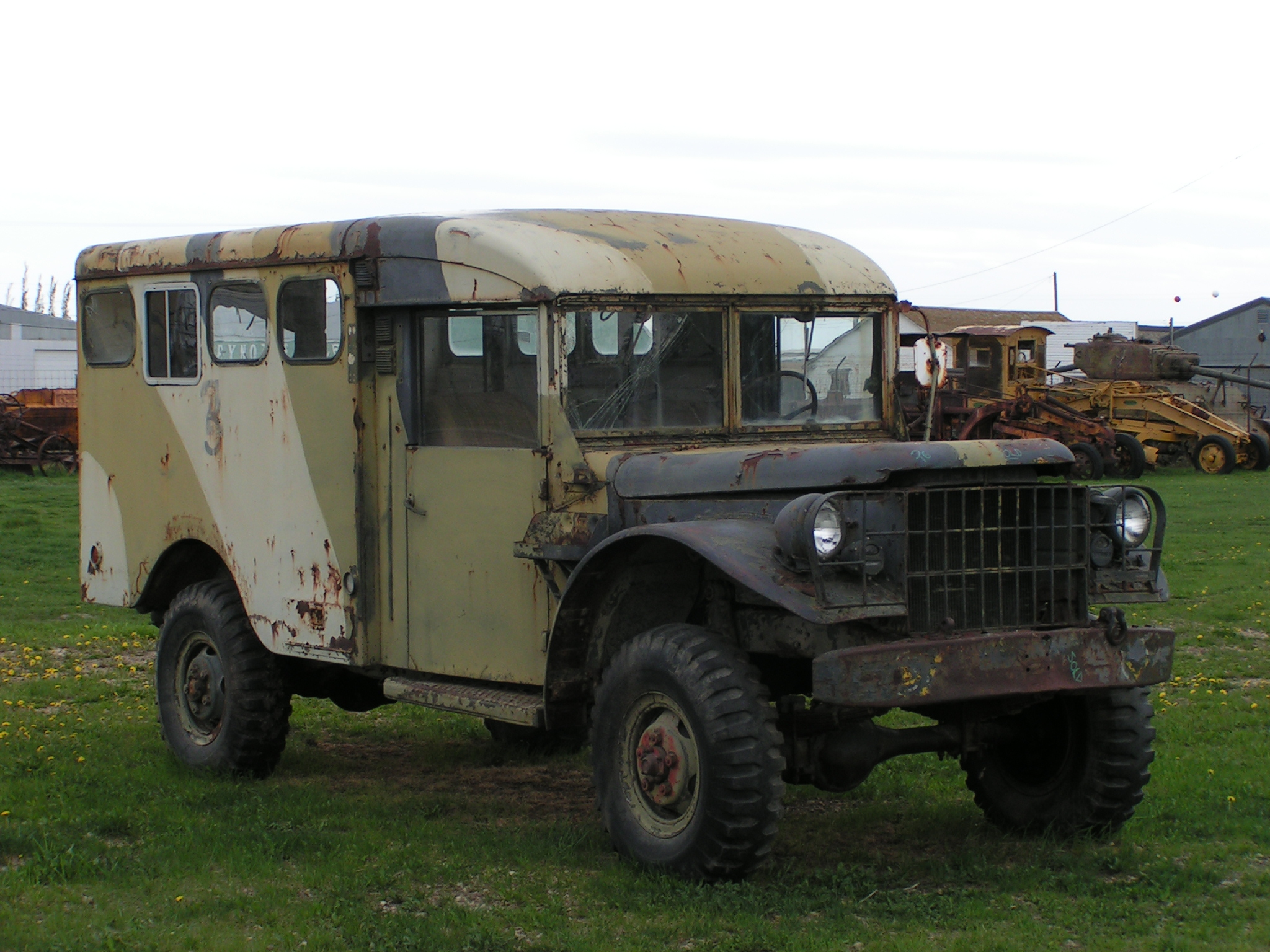
Dodge M152
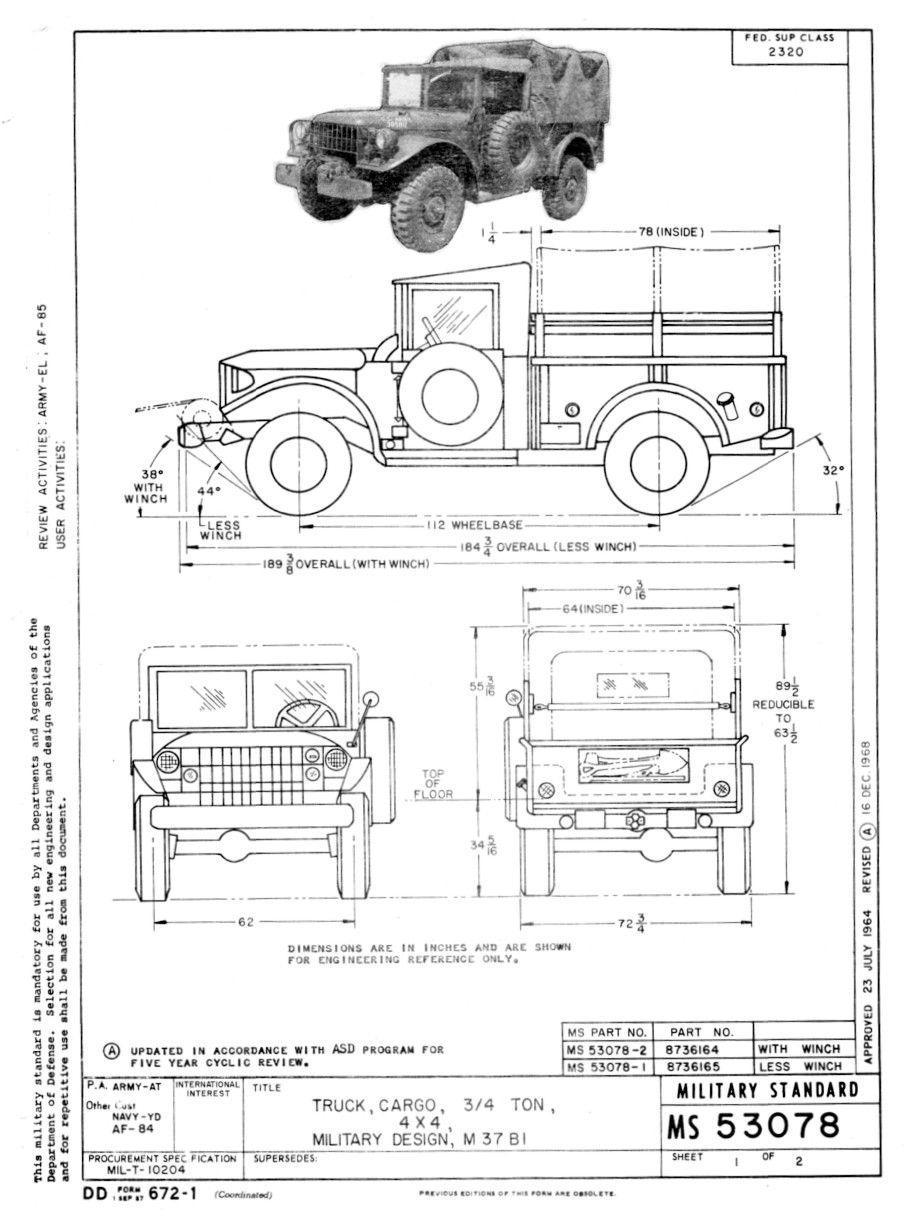
Схема устройства автомобиля Dodge M37
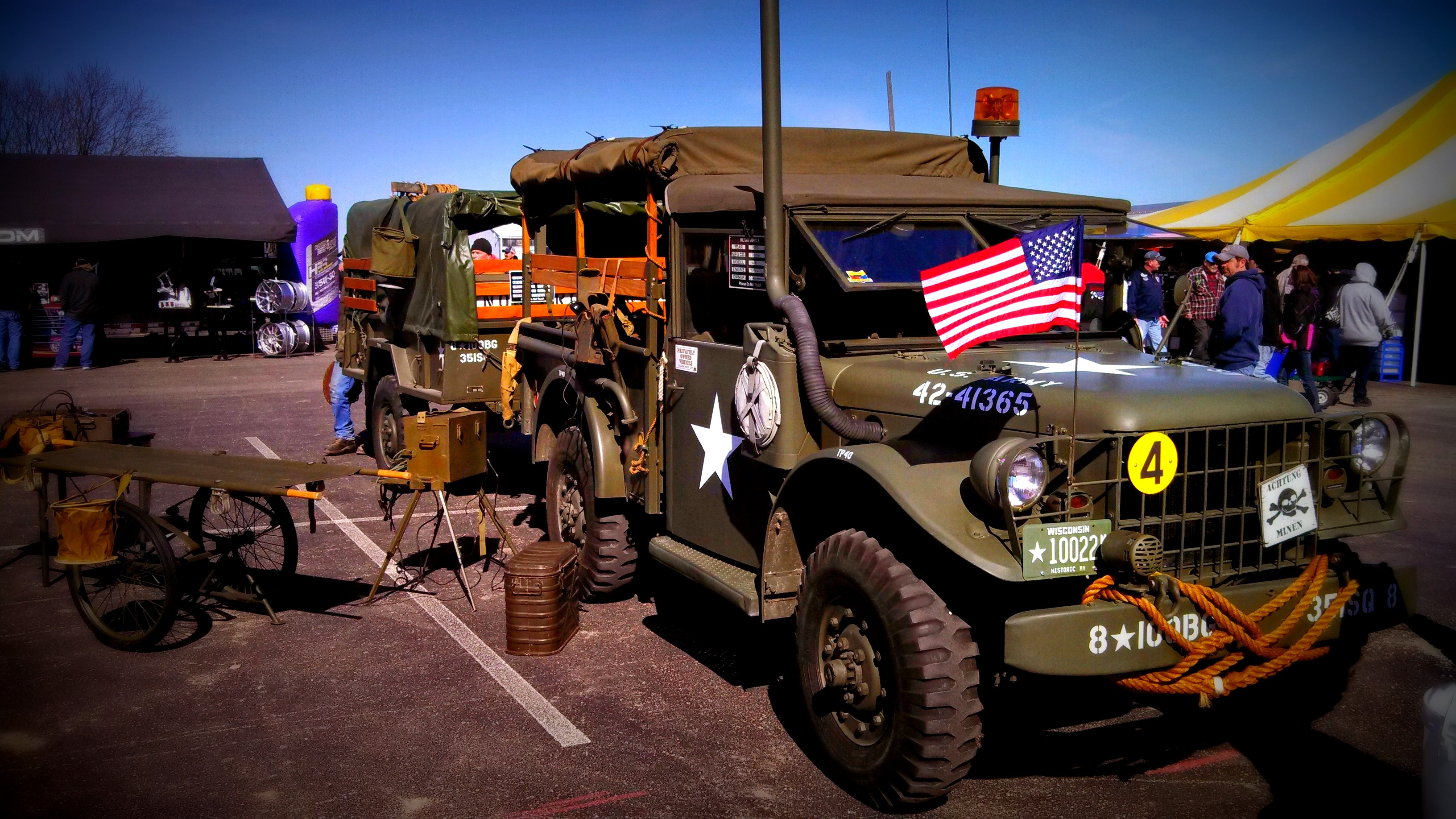
Dodge M37 с прицепом M101
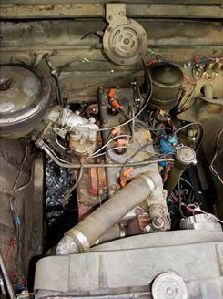
Двигатель автомобиля
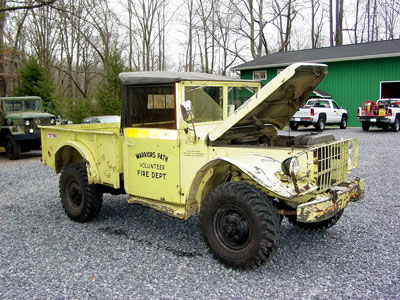
Dodge M37 (капот открыт)
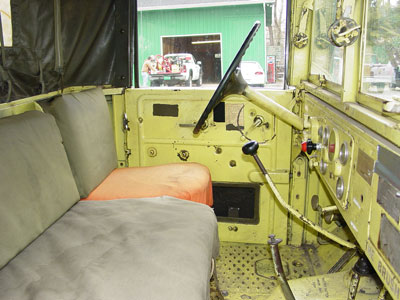
Место водителя
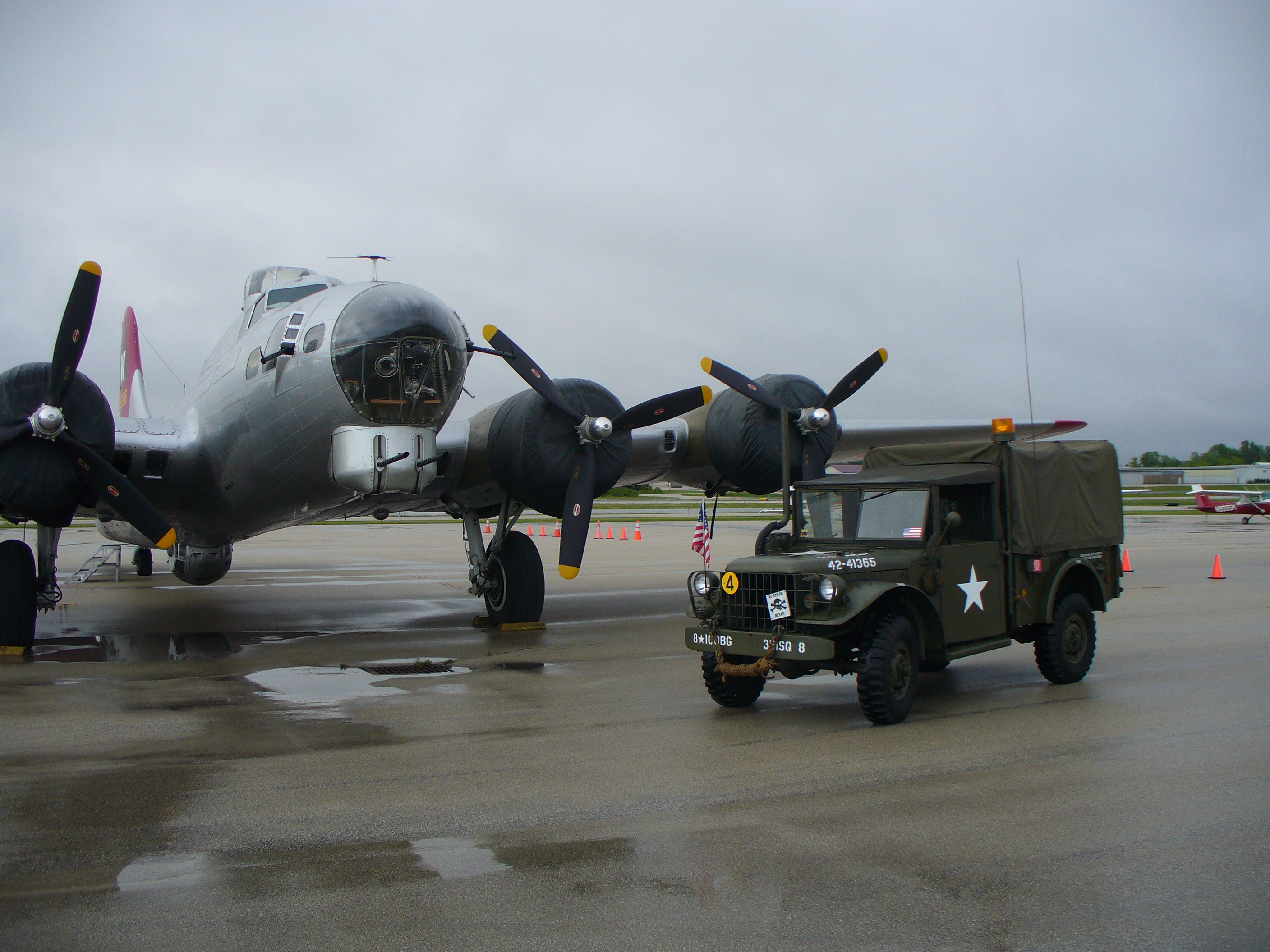
Служба аэропорта